# María Ruiz
María Angeles Ruiz Castillo née le 18 mars 1990, est une joueuse de hockey sur gazon espagnole. Elle évolue au poste de gardien de but au Club de Campo et avec l'équipe nationale espagnole.
Elle a participé à la Coupe du monde 2018 et aux Jeux olympiques d'été de 2020.

## Carrière

### Coupe du monde
- : 2018

### Championnat d'Europe
- : 2019

### Jeux olympiques
- Top 8 : 2020